# ميلدريد باركر
ميلدريد باركر (بالإنجليزية: Mildred Barker)‏ هي كاتِبة وشاعرة أمريكية، ولدت في 3 فبراير 1897 في بروفيدنس في الولايات المتحدة، وتوفيت في 25 يناير 1990 في Sabbathday Lake Shaker Village ‏ في الولايات المتحدة.